# Sustentabilismo
Sustentabilismo é um conceito emergente no campo da sustentabilidade, utilizado para descrever uma abordagem integrada entre meio ambiente, sociedade e economia, com foco em regeneração ecológica, justiça social e reorganização econômica nos limites planetários. O termo passou a ser usado no Brasil por lideranças políticas e ambientais, como a ministra Marina Silva, e tem sido adotado em documentos partidários, veículos de imprensa e materiais institucionais.
Embora relacionado à sustentabilidade tradicional, o sustentabilismo propõe ações proativas, com foco na regeneração dos sistemas naturais e na superação do modelo de crescimento econômico contínuo. Entre os pilares do conceito estão a equidade intergeracional, os limites ecológicos e a redefinição dos indicadores de progresso.

## Fundamentos conceituais
O sustentabilismo reúne influências de diferentes áreas do conhecimento e movimentos contemporâneos que visam reestruturar as relações entre sociedade e natureza:
Teoria geral dos sistemas: propõe o entendimento sistêmico das interações entre sociedade, economia e natureza.
Relatório Brundtland (1987): marco do conceito de desenvolvimento sustentável.
Economia ecológica: defende limites ao crescimento econômico e valoriza o capital natural. 
Educação ambiental: destaca a importância da formação crítica e da cidadania ecológica.
Economia donut: modelo de equilíbrio entre teto ecológico e piso social.
Decrescimento: propõe a redução planejada da produção e do consumo, principalmente em países desenvolvidos.

## Aplicações e uso institucional
O termo vem sendo utilizado em discursos oficiais e partidários. Além de figuras públicas como Marina Silva, diversas pessoas, ativistas e grupos ambientais passaram a se autodefinir como '''sustentabilistas''', utilizando o termo em redes sociais, eventos, documentos e debates sobre a crise climática e a transição ecológica. 
Pesquisadoras ligadas à Fundação Rede Brasil Sustentável, como Muriel Saragoussi — engenheira agrônoma, ex-diretora do CONAMA e do Departamento de Florestas do Ministério do Meio Ambiente —, e Maristela Bernardo — socióloga, jornalista e presidente do Conselho Curador da Fundação — têm promovido o conceito em formações, debates e atividades institucionais. Em 2024, ambas participaram de cursos de formação política voltados à sustentabilidade com foco na construção de políticas públicas pautadas pelo sustentabilismo.
A adoção da identidade "sustentabilista" ou "sustentabilista progressista" reflete o engajamento com práticas e valores que integram preservação ambiental, justiça social e responsabilidade intergeracional. A ministra Marina Silva, por exemplo, afirmou que o sustentabilismo deveria orientar as políticas públicas no século XXI. A Rede Sustentabilidade, partido fundado por Marina, autodefine-se como de “ideologia sustentabilista progressista”.
A Rádio Senado lançou, em 2023, um podcast semanal com o nome Sustentabilismo, abordando pautas ambientais e climáticas sob o ponto de vista institucional.

## Recepção e críticas
Por ser recente, o termo ainda não está amplamente consolidado na literatura acadêmica internacional. Críticos argumentam que o conceito pode carecer de precisão ou ser apropriado de forma superficial. Por outro lado, defensores consideram que o sustentabilismo oferece uma narrativa integradora útil para pensar políticas ambientais em tempos de emergência climática.[carece de fontes?]